# Fernando Ramos
Luis Fernando Ramos Pérez (ur. 2 stycznia 1959 w Santiago) – chilijski duchowny katolicki, arcybiskup metropolita Puerto Montt od 2020.

## Życiorys

### Prezbiterat
Święcenia kapłańskie otrzymał 5 maja 1990 i został inkardynowany do archidiecezji Santiago de Chile. Po święceniach pracował jako wykładowca seminarium oraz jako wikariusz jednej ze stołecznych parafii. W latach 1993–1999 studiował w Rzymie, zaś kolejne osiem lat spędził jako pracownik Kongregacji ds. Biskupów. Po powrocie do kraju objął funkcję wikariusza biskupiego ds. edukacji, a niedługo później został rektorem seminarium w Santiago.

### Episkopat
1 lutego 2014 papież Franciszek mianował go biskupem pomocniczym archidiecezji Santiago de Chile, ze stolicą tytularną Tetci. Sakry udzielił mu 10 maja 2014 metropolita Santiago - kardynał Ricardo Ezzati Andrello.
27 grudnia 2019 został mianowany arcybiskupem metropolitą Puerto Montt, zaś 29 lutego 2020 kanonicznie objął urząd.